# 比勒费尔德应用科技大学
比勒费尔德应用科学大学（德語：Hochschule Bielefeld）是德国东威斯特法伦利普地区的一所大学，学校共有六个学院。学校与海南省人民政府签署协议将在海南自贸港洋浦经济开发区独立办学，学校名称为海南比勒费尔德应用科学大学。